# Spirostreptus flavifilis
Spirostreptus flavifilis är en mångfotingart som beskrevs av Peters 1855. Spirostreptus flavifilis ingår i släktet Spirostreptus och familjen Spirostreptidae. IUCN kategoriserar arten globalt som livskraftig. Inga underarter finns listade i Catalogue of Life.